# 검은 욕망
검은 욕망(스페인어 Oscuro deseo)은 아르고스 코무니카시온에서 제작한 멕시코의 웹 텔레비전 드라마다. 넷플릭스 오리지널 컨텐츠다. 마이테 페로, 알레한드로 스파이체르, 호르헤 포자 등이 출연했다. 2020년 7월 15일에 넷플릭스에서 공개됐다.